# اسپند (سرده)
اسفند، اسپند (نام علمی: Peganum) نام یک سرده از راسته افراسانان است.